# Ponerorchis exilis
Ponerorchis exilis är en orkidéart som först beskrevs av Oakes Ames och Schltr., och fick sitt nu gällande namn av S.C.Chen, P.J.Cribb och S.W.Gale. Ponerorchis exilis ingår i släktet Ponerorchis och familjen orkidéer. Inga underarter finns listade i Catalogue of Life.